# Гърделишка клисура
Гърделишката клисура (на сръбски: Грделичка клисура или Grdelička klisura) е пролом по течението на река Южна Морава в Югоизточна Сърбия.
Клисурата носи името си от близкото градче Гърделица, разположено в началото на пролома.
Тя е дълга 34 км, а дълбочината ѝ е 550 м. Свързва Вранската и Лесковашката котловини. По-големи селища в клисурата са град Владичин хан, село Предеяне и град Гърделица.
На 12 април 1999 г., по време на бомбардировките на НАТО, в района на Гърделишката клисура е ударен пътнически влак, минаващ по железен мост над клисурата. В резултат на нападението загиват 55 души.